# Kasimir I. (Kujawien)

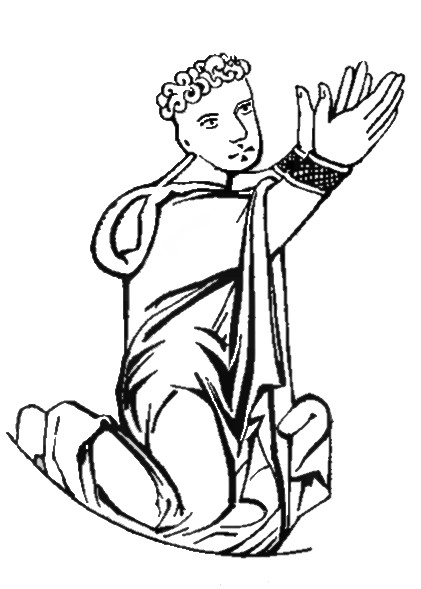
Kasimir I., Herzog von Kujawien (Abzeichnung der Darstellung auf einer Patene aus Płock aus dem 13. Jahrhundert)

Kasimir von Kujawien (polnisch Kazimierz I Kujawski; * ca. 1211; † 14. Dezember 1267) war als Kasimir I. ab 1233 Herzog von Kujawien, 1247–1261 Herzog von Sieradz und 1247–1267 Herzog von Łęczyca. Er war der Begründer der kujawischen Linie der Piasten.

## Leben und politischer Werdegang
Kasimir war der Sohn von Herzog Konrad von Masowien und Agafia von Ruthenien von Halitsch-Wolhynien († nach 1247). Er erhielt Kujawien 1233 als Herrschaftsgebiet, aus dem sich in der Folge ein selbständiges Herzogtum entwickelte, das er um weitere Gebiete erweiterte. So schloss er 1239 die in Großpolen gelegene Kastellanei Ląd seinem Herzogtum an, die er als Mitgift seiner Frau Konstanze von Schlesien-Breslau bekam. 1242 folgte in einem Krieg gegen Herzog Swantopolk von Pommerellen die Kastellanei Wyszogród bei Bromberg. Als sein Vater Konrad 1247 starb, eignete er sich entgegen dessen Testament im Handstreich die Territorien um Sieradz und Łęczyca an, die seinem jüngeren Bruder Siemowit versprochen waren. Dieser suchte bei Bolesław, dem ältesten der drei Söhne Konrads, in Masowien vorerst Schutz und Aufnahme. Nach Bolesławs Tod 1248 erbte Siemowit dessen Herzogtum. Im entstandenen Machtvakuum nutzte Kasimir seine Chance und entriss seinem jüngeren Bruder, dem neuen Herzog von Masowien, das Dobriner Land.

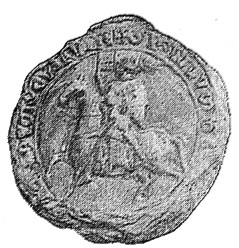
Das herzogliche Siegel

Nach 1250 versuchte Kasimir mit päpstlicher Unterstützung die friedliche Christianisierung der heidnisch-baltischen Jadwinger, fand aber im Deutschen Orden, den sein Vater Konrad 1226 in das Land gegen die heidnisch-baltischen Pruzzen geholt hatte, einen erbitterten Gegner. Da die Ordensritter das Missionsgebiet der eigenen Einflusssphäre zugehörig ansahen, exkommunizierte ein päpstlicher Legat den Orden für die mangelnde Unterstützung und konträre Haltung. Zur Stärkung der Wehrkraft holte Kasimir die Tempelritter in sein Herzogtum, während er 1263 mit dem Deutschen Orden einen Vertrag schloss, der die politische Lage zwischen beiden stabilisierte.
Nach 1258 erhob Herzog Bolesław von Großpolen im Bündnis mit Herzog Wartisław von Pommern Anspruch auf die Kastellanei Ląd, die seiner Meinung nach Herzog Heinrich von Schlesien-Breslau unrechtmäßig an Kasimir als Mitgift übereignet hatte. In dem nun ausbrechenden Krieg behielt Kasimir im ersten Jahr noch die Oberhand, doch 1259 schlossen sich dem antikujawischen Bündnis die Herzöge Bolesław von Kleinpolen, Siemowit von Masowien sowie der Prinz Roman, ein Sohn von Fürst Daniel Romanowitsch von Galizien an. Dieser Koalition konnte Kasimir nichts entgegensetzen und bat am 29. November 1259 um Frieden. Er versprach die umstrittene Kastellanei an Bolesław von Großpolen zu übergeben. Die Gespräche zogen sich hin, schließlich bildete sich 1261 erneut eine Koalition gegen Kujawien, die den Herzog endgültig zur Herausgabe von Ląd an Großpolen und das Herzogtum Sieradz an seinen ältesten Sohn Leszek zwang.
Kasimir verstarb 1267 und wurde in der Kathedrale von Włocławek begraben.

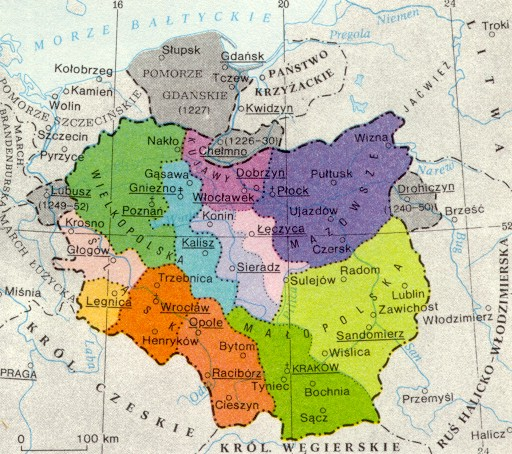
Das Königreich Polen (Seniorat Polen) im 13. Jahrhundert und die polnischen Herzogtümer, darunter der Machtbereich von Herzog Kasimir von Kujawien („Kujawy“), politische Situation um 1250. Graufarbig gekennzeichnete Gebiete, waren Territorien, die den polnischen Reichsverband bis 1252 verlassen hatten: Im Westen Land Lebus (auf der Karte nur Lubusz) ging an die Mark Brandenburg und bildete die Keimzelle der späteren „Neuen Mark“; im Osten das Kulmer Land (auf der Karte nur Chełmno) an den Deutschordensstaat (auf der Karte Państwo Krzyżackie) und das Land von Drohiczyn an das Fürstentum Halytsch-Wolhynien und im Norden das Herzogtum Pommerellen unter den Samboriden (polnische Karte)

## Ehe und Nachkommen
Herzog Kasimir war dreimal verheiratet. Seine erste Ehe mit einer Frau unbekannter Herkunft namens Jadwiga († vor 1239) blieb kinderlos. In zweiter Ehe heiratete er 1239 Konstanze von Breslau (1221/27–1253/57), mit der er zwei Söhne und eine Tochter hatte. 1257 heiratete er Euphrosine von Oppeln, Tochter des Oppelner Herzogs Kasimir I. Aus dieser Ehe gingen drei Söhne und eine Tochter hervor.
Nachkommen mit Konstanze:
- Leszek (1241–1288), Herzog in Kujawien (Inowrocław), von Sieradz, Łęczyca, Kleinpolen (Krakau und Sandomir) und Princeps von Polen;
- Siemomysław (1245/1248–1287), Herzog in Kujawien (Inowrocław);
- Adelajda (1249–1291), Dominikanerin im Kloster von Sandomir;

Nachkommen mit Euphrosyne:
- Władysław (1260/1261–1333), Herzog in Kujawien (Brześć Kujawski), von Sieradz, Łęczyca, Dobrin, Großpolen (Posen, Gnesen und Kalisch), Kleinpolen (Krakau und Sandomir), Pommerellen, ab 1306 Princeps von Polen und ab 1320 König von Polen;
- Kasimir (1262/65–1294), Herzog in Kujawien (Brześć Kujawski), von Łęczyca und Dobrin;
- Siemowit (1265–1312), Herzog von Dobrin;
- Euphemia (nach 1257–1308), als Gattin von Fürst Jurij I. (Jerzy I. oder Georg I.) durch Heirat Fürstin von Halytsch-Wolhynien[2][3][4]